# 地球を呑む
『地球を呑む』（ちきゅうをのむ）は、手塚治虫執筆の大人向け漫画である。
『ビッグコミック』（小学館）の創刊号である1968年4月号（2月29日発売）から1969年7月25日号に連載された。

## 概要
手塚治虫の大人向けサスペンス漫画。同時期に連載していた『上を下へのジレッタ』のナンセンスタッチとは異なる画風となっている。
長編であることは雑誌編集部からの要求であったが、他の作家が読切短編を依頼されたのに対し、手塚への依頼が長編であったことに手塚は戸惑い、不満も抱いている。その戸惑いと不満は現実のものとなり、連載中盤に主人公の関五本松が登場しない話がいくつか挿入されており、試行錯誤の跡が見られる。また、手塚治虫自身も「中だるみして、物語も広がり過ぎて収拾がつかなくなった」とコメントを残している。
しかし、文芸評論家の加藤弘一は、13章のマクローイ家の贋家族のエピソードを「短編としても傑作」と評すると共に、「まとまりのなさが最大の魅力」と評している。

## あらすじ
1942年8月、ガダルカナル島へ出征した日本兵・安達原鬼太郎、関一本松の二人は捕虜から脱走したアメリカ兵を処刑するも、死に際のアメリカ兵から「これを拝んで、お前たちも気が狂え」と写真を渡される。2人はそこに写る謎の美女の虜となるも、「ゼフィルス」という女の名以外の詳細はわからずじまいであった。
それから20年後、大企業の社長となった安達原は取引先から「ゼフィルス」を名乗る写真と同じ美女が来日してホテルに滞在しているという知らせを聞き、その日暮らし生活を送る一本松に彼の息子で性欲以上に酒を愛し、地球を呑みつぶすという野望を持つ男・五本松にゼフィルスを調査させる。五本松はゼフィルスの滞在するホテルを訪れ、次いでゼフィルスの住処であるという太平洋の孤島「マムウ共和国」を訪れる。
実はゼフィルスは母親と同じ名前を名乗り、絶世の美女の姿の人工皮膚を纏った7人姉妹であったのだ。ゼフィルス達には亡き母の遺言に従い、「お金を滅ぼす」、「世界中の道徳や法律を混乱させる」、「男へ復讐する」という野望を抱いていた。
ゼフィルス達の末妹・ミルダは日本に滞在した際に、他の男と異なりゼフィルスに惑わされない五本松に出会ったことで惹かれてしまい、その愛ゆえに姉達を裏切り、私刑を受けかけたところを逃れ、日本へ向かう。
しかし、その間にもゼフィルスの計画は進んでおり、自分達が発明した精緻な人工皮膚を安達原の企業を介して世界市場に流通させる。これによって世界各地で人工皮膚を使って他人に成りすました犯罪の横行、それによる検挙率の低下が起き、更にマムウ共和国の古代遺跡に秘蔵されていた金塊を無差別にばらまいたことによる貨幣経済の崩壊が起きる。
これによる大混乱の中、やがて世界は物々交換を基本とする原始的な社会体制へと退行して行く。

## 登場人物
関五本松
主人公。女や金よりも、酒だけが生きがいという一種の奇人。安達原鬼太郎の依頼で美女「ゼフィルス」に調査のため、接触する。LSDにも耐性があり、ゼフィルス（ミルダ）の催眠トリックを見破り、衝撃を与える。ミルダに惚れられ、息子の六本松をもうけるも、最終的にミルダの姉達によって命を奪われる。
ミルダ
ゼフィルス7姉妹の末妹。人造皮膚と無尽蔵の金塊で世界を破壊するというゼフィルス姉妹の目的に忠実なひとりだったが、酒だけにしか興味を持たない荒くれ男、関五本松に目論見を見破られ、惹かれて行く。
関五本松の息子、六本松を産み、育てるが、マムウ共和国に連れ戻される。姉達が成長した六本松の排除を決定したため六本松を逃すために命を失う。
アセチレン・ランプ
ゼフィルス姉妹の母親であった女性・ゼフィルスの夫。7姉妹の父親。ゼフィルスの財産を奪い、技術者だったゼフィルスの父をナチスに売り、ゼフィルスに強い復讐心を植え付けた、この物語の元凶である。（役名は登場しないため、仮にアセチレン・ランプとする）
ゼフィルス
夫の手酷い裏切りにより、世界のあり方すべてに強い復讐心を抱き、娘である7姉妹にその復讐を託して死んだ女性。父親に仕えていたモンテ・クリトスに娘とその復讐を託す。その復讐心を受け継いだ7姉妹は、結束と復讐の誓いとして、母の名ゼフィルスを名乗り、全員が世の中の男性すべてを魅惑するべく計算された人工的な美貌のマスクを被っている。末娘のミルダとリーザ以外の姉妹は実名は不明。
モンテ・クリトス
化学研究者時代に事故に遭い、顔に酷い怪我が残ったため、婚約者から裏切られ、世界に復讐を誓った女性。人造皮膚デルモイドZは彼女の発明であるとともに、研究施設のある太平洋の孤島で彼女が発見した古代遺跡の無尽蔵といえる金塊がゼフィルスの破壊活動の源泉となる。
彼女自身も人造皮膚で男性に変装し、人造皮膚を世の中に流行させるために活動するが、ゼフィルスを裏切ったミルダと関五本松をめぐって争う中で、関五本松に命を救われ、最終的にはミルダと五本松を助けて死ぬ。
名前の由来は、『モンテ・クリスト伯』から。
安達原鬼太郎
帝国陸軍中尉。ガダルカナル島にて、関一本松少尉とともに脱走捕虜を処刑する際に、捕虜から手に入れた一枚の写真から、「ゼフィルス」の魅力に取り付かれる。戦後、安達原産業を興し、一大コンツェルンの会長に収まっているが、「ゼフィルス」の謎を解くために、共に「ゼフィルス」を知る関一本松の息子、五本松に「ゼフィルス」を名乗る美女に接触させる。
モンテ・クリトスに人造皮膚デルモイドZの特許、製法を無償提供され、製品化に成功。製品化されたデルモイドZは世界中に広まり、やがて各地で混乱を引き起こして行くことになる。
関一本松
帝国陸軍少尉。安達原中尉と共に「ゼフィルス」の魅力に取り付かれるが、戦後は極貧の生活に甘んじている。
ハワード・H・ブリード
大富豪であり、謎の美女「ゼフィルス」の魅力に取り憑かれた一人。「ゼフィルス」に協力し、「ムウ大帝国」なる古代遺跡から、無尽蔵の金塊を発掘する作業に協力しているが、安達原コンツェルンとの関係の中で、男性としては唯一、「ゼフィルス」の魅力に正気を失わない関五本松に興味を抱き、個人的なボディガードとして雇う。
マムウ共和国を訪れた際に拉致され、デルモイドZで偽装した偽物に取って代わられる。
安達原ナナ
安達原鬼太郎の娘。「ゼフィルス」の調査を命じていた関五本松から報告が無いことを不審に思った安達原鬼太郎から、スパイをするため派遣される。
異母兄弟である野末風太郎とは、相当に感情のいさかいがあったらしく、その渦中で黄金争奪の群集に巻き込まれて、国防軍に射殺される。
大泉京介
安達原研究所の助教授。何不自由ない身分であるが、女性関係は乱れ、関係を持っては捨てる行為を繰り返していた。同郷の友人、俵了二を同居させているが、目的は虐めの対象としてである。刺激のある生活を求め、ついには人造皮膚を使って、了二そっくりに変装し、銀行強盗を試みて破滅する。
俵了二
大泉京介の住まいに同居する男性。デルモイドZクリーニング業務の中でモンテ・クリトスの素性を知るが、彼女に同情し、その秘密を漏らすことはなかった。実は大泉京介がかつて捨てた女性であった。
クリーニング屋の社長
爆発的流行を見せた人造皮膚デルモイドZ専門のクリーニング業務をいち早く始め、成功した。俵了二がアルバイトしている仕事先である。
ダンウィッチ
「ゼフィルス」に仕える殺し屋。ブリード氏が「ゼフィルス」の手で替え玉に変えられたことを察して、本物のブリード氏を探そうとする五本松を執拗に狙う。
チャーリィ・マクローイ
殺し屋。簡単に容貌が変えられ、別人に成りすませる人造皮膚デルモイドZの利点を利用して仕事を続けていたが、人造皮膚デルモイドZ装着時には風呂に入れないため体臭がきつくなり、離れていても臭いで識別ができるという欠点から仲間から絶縁を切り出され、故郷のマクローイ家に帰ろうとする。
マクローイ家の人々
「ゼフィルス」に狙われ逃亡中の関五本松を助けた、アメリカの片田舎の一家。実は全員がデルモイドZによって、本物からなり替わった代役であったが、それぞれの不幸な身の上ゆえにマクローイ一家の人々を演じつづけることでそれなり幸福に過ごしていた。そこに本物の長男チャーリィが帰ってくることで、平穏で幸せな生活が終りを告げることになる。
ヘンリー・オネガー
アメリカカリフォルニア州ビーズレイの既に涸れた油井をボーリングし続ける青年。ある夜、涸れたはずの油井から突然地下水と共に、大量の砂金が噴出したことから、運命が変わる。掘り当てた金はゼフィルスが隠していたものであったため、ゼフィルス姉妹の一人であるリーザと出会うことになる。
野末風太郎
安達原鬼太郎と愛人にされた女性との息子。安達原ナナにとっての異母兄弟。国防軍一等陸佐。安達原父娘を憎んでおり、安達原産業が窮地に陥った際にはナナに自分と寝るように要求するなど歪んだ感情を露わにする。人造皮膚デルモイドZと無尽蔵の金塊によって、混乱の極みに陥った国を立て直すため、国防軍をクーデターによって掌握し、代行司令官に就任する。
六本松
関五本松とミルダの息子。父に似て大酒呑みであり、船乗り、船長として経済社会崩壊後の世界各地を見聞している。
マムウ共和国に戻ってきた際に、ミルダの姉たちが六本松を危険人物として排除しようとした際に、ミルダにより命を救われる。「世界で最も古臭い」マムウ共和国をダイナマイトで破壊し、酒のあるところへとあてどない航海を始める。

## 単行本
- 手塚治虫全集『地球を呑む』（小学館）全3巻
- COMコミックス増刊『地球を呑む』（虫プロ商事）全2巻
- 小学館文庫『地球を呑む』（小学館）全2巻
- 手塚治虫漫画全集『地球を呑む』（講談社）全2巻
- 小学館叢書『地球を呑む』（小学館）全1巻
- 手塚治虫文庫全集『地球を呑む』（講談社）全1巻